# Rowemissia
Rowemissia is een geslacht van haarsterren uit de familie Comatulidae.

## Soort
- Rowemissia scitulus (A.H. Clark, 1911)